# Leon Alter (prawnik)
Leon Alter (ur. w 1889 w Warszawie, zm. 23 czerwca 1934 w Gagrach) – polski komunista.
Był prawnikiem. Działał w SDKPiL, brał udział w rewolucji październikowej. Po rewolucji został sędzią śledczym Czeka.
20 grudnia 1918 roku przybył do Warszawy w składzie delegacji Rosyjskiego Czerwonego Krzyża. Wraz z pozostałymi członkami delegacji został w dniu następnym aresztowany i uwięziony w X Pawilonie Cytadeli Warszawskiej. Oskarżony o działalność wywrotową, miał zostać wydalony z Polski. W pierwszych dniach stycznia 1919 roku wraz z resztą członków delegacji był pod strażą eskortowany w stronę granicy. W pobliżu granicy, koło wsi Wyliny-Ruś w gminie Szepietowo eskortujący delegację polscy żandarmi zabili wszystkie poza nim, osoby wchodzące w skład tej delegacji, w tym jego matkę i żonę. On sam, ciężko ranny, zdołał zbiec do Rosji Radzieckiej.

## Literatura
- Stefan Król, Cytadela Warszawska, Warszawa 1978.
- Słownik biograficzny działaczy polskiego ruchu robotniczego t. 1, Warszawa 1978